# Mosteiro de Sumda Chun
O Mosteiro de Sumda Chun, Gompa de Sumda Chun, Mosteiro de Sumda Chung, Mosteiro de Sumda Chon, Mosteiro de Sumda Chen ou Templo de Sumda Chun é um antigo mosteiro budista tibetano (gompa) do Ladaque, noroeste da Índia. Os seus templos, datados provavelmente do início do século XI são, juntamente com os complexos religiosos de Alchi e de Mangyu, datados do mesmo período, os templos budistas mais antigos do Ladaque.
O mosteiro situa-se junto à aldeia homónima, a cerca de 3 900 metros de altitude, 12 km em linha reta a sul de Alchi, junto ao caminho entre Alchi e Chilling. A única forma de chegar ao mosteiro é seguir esse caminho sinuoso ao longo de vales de montanha, o que envolve uma caminhada de três a quatro horas desde Alchi.
Em 2006, o mosteiro foi incluído na lista dos 100 sítios mais ameaçados do mundo do World Monuments Fund. Desde então tem vindo a ser restaurado. Em 2011, os trabalhos de restauro receberam o prémio "UNESCO Asia-Pacific Awards for Cultural Heritage Conservation", que qualificaram os trabalhos como "heróicos".

## Descrição
O mosteiro é considerado um dos monumentos do budismo tibetano primitivo mais importantes do Ladaque que chegaram aos nossos dias e representa as influências culturais do budismo tibetano na região dos Himalaias. Os vestígios artísticos mais antigos de Sumda Chun, nomeadamente as pinturas murais, estão em bastante melhor estado do que as do complexo de Alchi, mais conhecido, provavelmente por estar num local de muito mais fácil acesso. O facto de se situar numa área remota contribuiu para preservar as obras de arte de Sumda Chun, mas também dificulta a sua manutenção e restauro.
A fundação do mosteiro deve-se provavelmente a Rinchen Zangpo (958–1055), um lotsawa (tradutor para tibetano das escrituras sagradas budistas) natural de Guge (Tibete Ocidental) e uma das principais figuras da chamada "segunda propagação do budismo no Tibete". No passado integrava uma longa e árdua rota de peregrinação que incluia Alchi e Mangyu. Os peregrinos rezavam nos três templos de Sumda Chun durante um dia, entre o nascer e o pôr do sol.
O mosteiro chegou a ocupar toda a colina, mas atualmente as únicas estruturas em pé são a sala da assembleia, um santuário principal, duas capelas dedicadas a bodisatvas, uma sala de oração, um muro de oração e várias estupas. Atualmente, a principal atração do complexo são as imagens cósmicas. As pinturas murais da sala de assembleia do mosteiro são exemplos importantes e raros do período de formação do budismo tibetano. No nicho do altar há 37 imagens esculpidas em estuque policromado, formando um Vajradhatumahamandala. A divindade central, Vairocana, é considerada o aspeto decorativo mais significativo do templo e é um dos poucos exemplos do estilo de decoração escultórica dos primeiros templos budistas dos Himalaias ocidentais. As pinturas murais têm representações de quatro Budas: Ratnasambhava, Akshobya, Amitaba e Vairocana.
|  |  |  |